# Piper rufipilum
Piper rufipilum är en pepparväxtart som beskrevs av Truman George Yuncker. Piper rufipilum ingår i släktet Piper och familjen pepparväxter. Inga underarter finns listade i Catalogue of Life.